# Antisemitismus im Tourismus

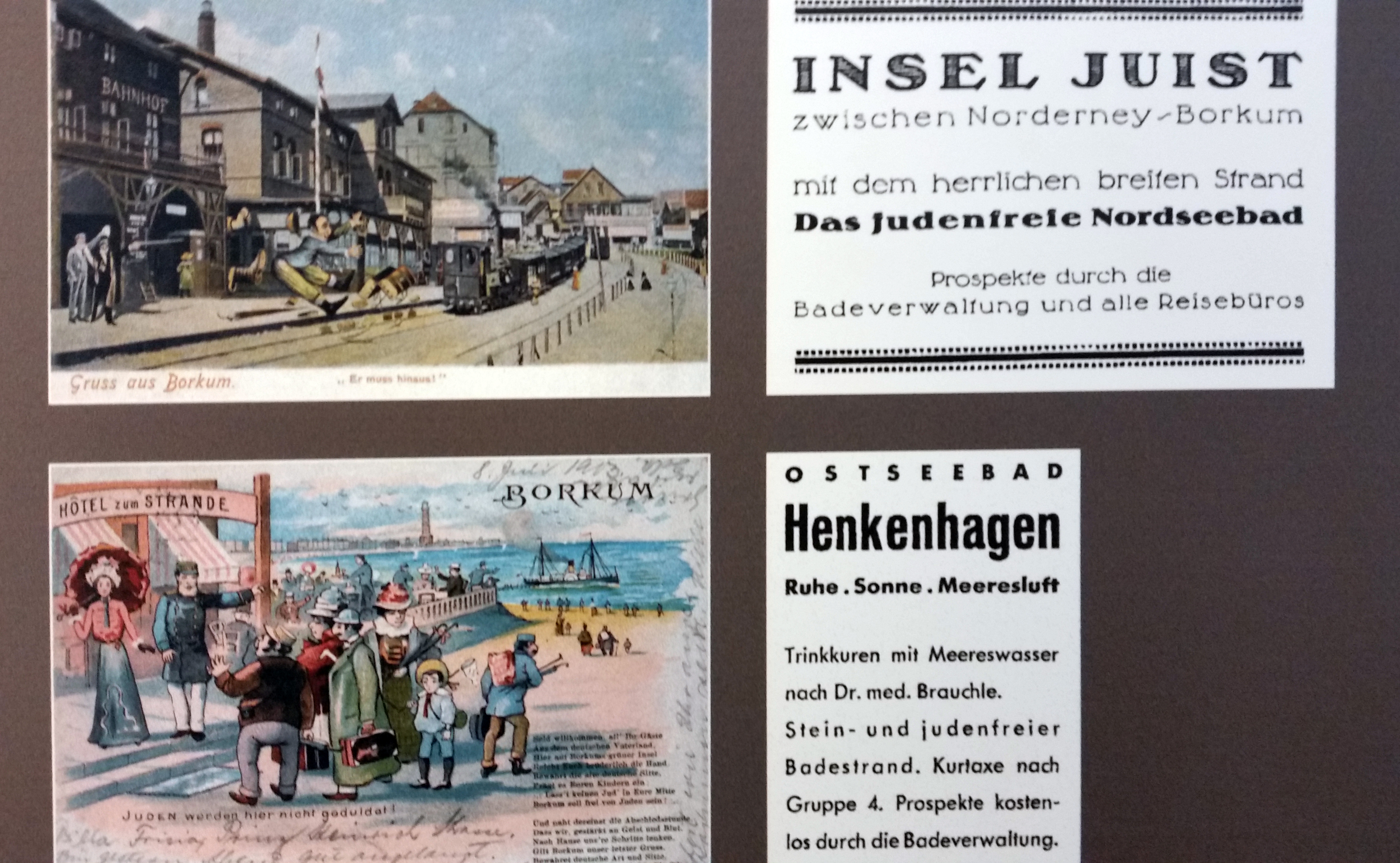
Antisemitische Grußpostkarten und Anzeigenwerbung von Seebädern um 1900

Der Antisemitismus im Tourismus bezeichnet die Herabwürdigung und den Ausschluss von Juden bei Urlaubs- und Erholungsreisen. Der im 19. Jahrhundert geprägte Begriff des Bäder-Antisemitismus steht für die weit verbreitete Ausgrenzung und Diskriminierung von jüdischen Gästen in Kur- und Badeorten, vor allem in der Zeit vor dem Nationalsozialismus. In Österreich ist der Begriff des Sommerfrischen-Antisemitismus bekannt, in den USA gab es einen Resort Antisemitism.

## Deutschland
Die ersten deutschen Seebäder wurden bereits vor 1800 eröffnet. Doch zunächst blieben dort der Adel und eine kleine Schar Großbürger wie in anderen Kurbädern unter sich. Erst ab etwa 1870 wurde der Aufenthalt in Erholungsorten auch für das Bürgertum erschwinglich. Der Badeurlaub kam in Mode. Die weniger renommierten Bäder waren auf die Kleinbürger als zahlende Gäste dringend angewiesen. Da gerade unter ihnen antisemitische Ressentiments weit verbreitet waren, versuchten die jeweiligen Orte, sich bei ihnen mit antijüdischer Reklame beliebt zu machen. Unterkünfte warben zum Beispiel mit der Aussage „Unser Hotel ist judenfrei“. Der gesellschaftliche Antisemitismus wurde von den Bäderverwaltungen gezielt eingesetzt, um sich gegen die Konkurrenz durchzusetzen.
In vielen Fällen ging die Agitation auch direkt von Kurgästen aus. Dafür gibt es bereits vor 1900 zahlreiche Beispiele. Das wichtigste Motiv war der Sozialneid, denn ein Badeurlaub bedeutete soziales Prestige. Gerade das untere Bürgertum fühlte seinen gesellschaftlichen Aufstieg durch so genannte jüdische „Parvenüs“ bedroht.
Der Central-Verein deutscher Staatsbürger jüdischen Glaubens (CV) veröffentlichte in seiner Zeitschrift Im deutschen Reich und später in der CV-Zeitung regelmäßig Warnlisten mit den Namen antisemitischer Urlaubsorte, Hotels und Pensionen, die mit der Zeit immer länger wurden. 1899 wurde bereits vor rund 30 Ferienzielen gewarnt. Nach der nationalsozialistischen „Machtübernahme“ 1933 waren die Listen dann überflüssig, denn jetzt waren prinzipiell alle Kurorte judenfeindlich. In diesen Listen waren Badeorte und ganze Inseln an Nord- und Ostsee mit Abstand am stärksten vertreten. Immer wieder genannt wurden Borkum, Juist, Wangerooge, Langeoog, Spiekeroog, Scharbeutz, Müritz, Zinnowitz, Sellin auf Rügen, Bansin und auch Heiligenhafen. Eine vergleichbare Massierung antisemitischer Erholungsorte habe es vor 1933 in keiner anderen deutschen Ferienregion gegeben, so das Ergebnis von Frank Bajohr (siehe Literatur). Als „judenfreundlich“ galten nur die Traditionsbäder Norderney, Helgoland, Westerland, Wyk auf Föhr und Heringsdorf, die antisemitische Reklame nicht nötig hatten. Es gab auch – zumindest inoffiziell – das Prädikat „Judenkurort“, als solcher galt beispielsweise Königstein im Taunus, wo sich auch Sommersitze namhafter jüdischer Bürger befanden.
Ende des 19. Jahrhunderts warben zahlreiche Bäder damit, „judenfrei“ zu sein, nachzulesen beispielsweise in einem Inselführer für Borkum aus dem Jahr 1897. Man ersann das „Borkumlied“, das täglich von der Kurkapelle gespielt und von den Gästen gesungen wurde, und in dem es heißt:
„An Borkums Strand nur Deutschtum gilt, nur deutsch ist das Panier. Wir halten rein den Ehrenschild Germania für und für! Doch wer dir naht mit platten Füßen, mit Nasen krumm und Haaren kraus, der soll nicht deinen Strand genießen, der muß hinaus, der muß hinaus!“
Borkum war bereits zur Jahrhundertwende eine Hochburg der Antisemiten. An Hotels hingen Schilder mit der Aufschrift „Juden und Hunde dürfen hier nicht herein!“, innen gab es einen „Fahrplan zwischen Borkum und Jerusalem (Retourkarten werden nicht ausgegeben)“. Ein 1910 erschienener Reiseführer über die Nordseebäder riet „Israeliten“ vor allem vom Besuch Borkums ab, „da sie sonst gewärtig sein müssen, von den zum Teil sehr antisemitischen Besuchern in rücksichtslosester Weise belästigt zu werden.“
In der Zeit der Weimarer Republik wurde die antisemitische Agitation zunehmend radikaler. Nun wurden die Juden nach dem verlorenen Ersten Weltkrieg als „Kriegs- und Inflationsgewinnler“ denunziert. Immer häufiger kam es auch zu gewalttätigen Übergriffen gegen jüdische Gäste. Zinnowitz eiferte dem Beispiel Borkums mit einem „Zinnowitzlied“ nach mit den Schlusszeilen:
„Und wer da naht vom Stamm Manasse ist nicht begehrt, dem sei’s verwehrt. Wir mögen keine fremde Rasse! Fern bleibt der Itz von Zinnowitz.“
In Meyers Reiseführer Deutsche Ostseeküste von 1924 wird zu Zinnowitz angemerkt:
„Als Frauen- und Kinderbad steht Zinnowitz allen  Ostseebädern voran; Hauptbesucher sind Berliner Familien.  Es bestehen von jeher Bestrebungen, »das Bad von semitischen Kurgästen freizuhalten«.  1923:  9037 Gäste.“
Selbst auf Norderney wurden jüdische Gäste in den 1920er Jahren eher geduldet als gern gesehen. Die Weimarer Flagge in den Nationalfarben Schwarz-Rot-Gold galt in den Seebädern als „Judenlappen“, hier hisste man lieber die Hohenzollern-Flagge in Schwarz-Weiß-Rot und schon vor 1933 mitunter auch die Hakenkreuz-Flagge.
Von Swinemünde auf Usedom berichtete die Greifswalder Zeitung am 19. August 1920:
„Am Sonnabend abend gegen 11 Uhr fanden judenfeindliche Kundgebungen auf der Strandpromenade statt. Eine große Menschenmenge, darunter Reichswehrsoldaten und Marineangehörige, zogen mit Musik und Gesang vor verschiedene Lokale. Dort wurden judenfeindliche Reden gehalten, patriotische Lieder gesungen und Drohrufe gegen jüdische Badegäste ausgestoßen.“
Auch von Wangerooge gab es im Sommer 1920 Berichte, dass überall Zettel mit antisemitischen Parolen des „Deutschvölkischen Schutz- und Trutz-Bundes“ hingen und am Strand Hakenkreuz-Flaggen gehisst würden. Der Romanist Victor Klemperer, der in den 1920er Jahren mehrfach Urlaub in Heringsdorf machte, schrieb 1927 über Zinnowitz, ebenfalls auf Usedom:
„Zinnowitz wäre ein Bad wie die andern hier auch, aber es ist das betont judenreine Bad, es ist in Judenreinheit Bansin noch überlegen. Am (sehr langen) Landungssteg führt es die Hakenkreuz-Fahne“.
Vereinzelt gab es Versuche, dem offenen Antisemitismus Einhalt zu gebieten. So ließ die Bezirksregierung in Aurich 1924 das Spielen des „Borkumliedes“ verbieten und setzte Polizei ein, um dieses Verbot auch durchzusetzen. Doch das Amtsgericht Emden und danach auch das preußische Oberverwaltungsgericht hoben das Spielverbot wieder auf. Da sich das polizeiliche Verbot gegen die Kurkapelle richtete und die Melodie, der Kaisermarsch Hipp Hipp Hurra von Georg Kunoth, auch als Grundlage für andere Texte diente, bringe das instrumentale Abspielen des Liedes keine Verantwortung für den Inhalt des Borkumliedes mit sich.
Auch in Bade- und Kurorten in Thüringen, im Harz (Bad Harzburg) oder Schwarzwald gab es Fälle von Bäderantisemitismus. In Bayern waren jüdische Touristen und Kurgäste ebenfalls nicht überall willkommen, so gab es z. B. in Unterfranken oder Oberbayern Hotels, in denen Juden diskriminiert und abgewiesen wurden. Gegenbeispiele sind Bad Reichenhall oder Bad Kissingen (dort arbeitete die Kurverwaltung mit dem Central-Verein deutscher Staatsbürger jüdischen Glaubens zusammen).
Die Nationalsozialisten konnten nach ihrer „Machtübernahme“ in den Seebädern direkt an die antijüdische Propaganda anknüpfen, wobei die NSDAP nun die gezielte Steuerung übernahm. 1935 waren jüdische Urlauber vollständig von den Stränden der deutschen Nord- und Ostsee verdrängt. Ein entsprechender Erlass des Reichsinnenministeriums vom Juli 1937 war daher eigentlich überflüssig.
Eine umfassende Untersuchung hierzu hat der Historiker Frank Bajohr veröffentlicht.

## Österreich
Das Pendant zum Badeurlaub des Bürgertums war im seefernen Österreich die sogenannte Sommerfrische. Und auch in den österreichischen Urlaubsorten zeigte sich schon vor 1900 unverhohlener Antisemitismus. Im Gegensatz zu den deutschen Orten ging hier die Agitation auch zentral von Tourismusorganisationen und Fremdenverkehrsvereinen aus, womit man ebenfalls die vorhandenen Ressentiments des Bürgertums bediente. So äußerte im Jahr 1900 der christlich-soziale Reichsratsabgeordnete und Priester Joseph Scheicher: „Wo man hinspuckt – nichts als Juden. Alle Sommerfrischen, Bäder, alle Wintercurorte, überall wimmelt es von Juden.“
Die Vorreiterrolle übernahm Kitzbühel in Tirol, wo 1897 der Fremdenverein beschloss: „Anfragen von Juden haben unberücksichtigt zu bleiben.“ Auf den Ferienprospekten des Ortes war ein entsprechender Aufdruck zu lesen. Der Ort Tragöß ließ 1908 Bänke aufstellen mit der Aufschrift „Für Juden und Judensprösslinge kein Platz“. Pöllau bezeichnete sich als „arische Sommerfrische ersten Ranges“, andere Sommerfrischen bewilligten „den Aufenthalt nur Ariern“, in der Wachau und in Schladming waren „Juden nicht erwünscht“. Mitunter hieß es etwas diskreter „Angenehmer Aufenthalt für christliche Familien“. Die Zahl der offiziell „judenreinen“ Urlaubsorte war in Österreich doppelt so hoch wie im Deutschen Reich.
Nach dem Ende der Monarchie wurde auch hier der Ton schärfer, die gewalttätigen Angriffe auf Juden nahmen zu. Der oberösterreichische Landeslehrerverein bezeichnete 1920 jüdische Gäste in Bad Ischl als „Schleichhändler und Volksausplünderer“. Bad Ischl, Bad Gastein und Bad Aussee hatten bis zum „Anschluss Österreichs“ im Jahr 1938 traditionell einen relativ hohen Anteil jüdischer Sommerfrischler. Zu Beginn der 1920er-Jahre erhielten Juden in manchen Salzburger Sommerfrische-Orten ein Aufenthaltsverbot. Zunächst im Bereich der Polizeidirektion Salzburg (später im „gesamten Gau Salzburg“) war ihnen sogar „das öffentliche Tragen von alpenländischen (echten und unechten) Trachten“ untersagt. 1924 forderten in Baden bei Wien Nationalsozialisten jüdische Kurgäste auf, den Ort zu verlassen und nach Palästina auszuwandern. Auch in der lokalen Presse erschienen immer wieder antisemitische Artikel.
Der 1890 gegründete Österreichische Gebirgsverein nahm nur „deutsche Volksgenossen“ als Mitglieder auf. In Wien wurde 1905 eine Sektion des Deutsch-Österreichischen Alpenvereins (DÖAV) gegründet, ausschließlich für „Deutsche arischer Abstammung“.

## Schweiz
In der internen Gästekartei des Grandhotels Waldhaus in Vulpera (Engadin) wurden jüdische Gäste – auch noch nach 1945 – mit einem oder mehreren ‚P‘ (für „Palästina-Schweizer“) oder mit der Chiffre „Tiroler“ markiert und zum Teil antisemitisch kommentiert.

## Vereinigte Staaten
Der „Resort Antisemitism“ wird in amerikanischen Publikationen über Antisemitismus in den Vereinigten Staaten nur am Rande erwähnt. Die Ausgrenzung jüdischer Urlauber begann auch dort bereits im 19. Jahrhundert. Viele Hotels machten kein Hehl daraus, dass sie keine Juden aufnahmen. Es gab Schilder mit der Aufschrift „No Dogs! No Jews!“ („Keine Hunde! Keine Juden!“) oder „No Hebrews wanted!“ („Hebräer unerwünscht!“) Mitunter hieß es etwas diskreter „Restricted Clientele“ oder „Selected Guests“. Bei einer landesweiten Untersuchung der amerikanischen Anti-Defamation League im Jahr 1957 gaben 23 Prozent der befragten Hotels an, dass jüdische Gäste bei ihnen unerwünscht seien.
Der erste dokumentierte Fall von „Resort Antisemitism“ ereignete sich 1877 in Saratoga Springs, als Henry Hilton dem deutschen Bankier Joseph Seligman die Aufnahme verweigerte. Er begründete das später damit, die höchsten Kreise kämen nicht mehr, wenn Juden im Haus seien.
Auch in dem gegen Ende des 19. Jahrhunderts durch die Bahnmagnaten Flagler und Plant erschlossenen Ferienparadies Florida machte sich der Bäder-Antisemitismus breit. Dass Juden als Gäste nicht erwünscht waren, wurde allerdings in der Werbung umschrieben („socially comfortable“).
Als Folge der Ausgrenzung entstanden rein jüdische Erholungsorte und -regionen. Eine der bekanntesten ist der sogenannte Borscht Belt am Fuß der Catskill Mountains, die den Beinamen „Jewish Alps“ erhielten. Die Bezeichnung „Borscht Belt“ kommt von dem Gericht Borschtsch, da viele amerikanische Juden ursprünglich aus Osteuropa stammen. Diese Region liegt etwa 160 km nordwestlich von New York City. Hier siedelten sich ab etwa 1820 jüdische Farmer an. Bereits in den 1870er Jahren kamen die ersten jüdischen Urlauber in die Catskills, und in der Folge gaben immer mehr Farmer die Landwirtschaft auf und eröffneten Boardinghouses und Hotels. Anfang des 20. Jahrhunderts wurde hier auch ein jüdisches Sanatorium für Tuberkulose-Kranke eingerichtet, denn andere Sanatorien nahmen oft keine Juden auf. Im Jahr 1952 gab es im „Borscht Belt“ rund 500 Hotels und Pensionen.
Der "Resort Antisemitism" war in den USA noch in den 1950er-Jahren „stärker verbreitet als in Deutschland vor 1933“, so der Historiker Frank Bajohr.